# Humble Pie
Humble Pie – brytyjska grupa rockowa. Powstała w 1969, a w pierwszym składzie znaleźli się gitarzysta i wokalista Peter Frampton, były lider The Small Faces Steve Marriott (śpiew i gitara), Greg Ridley (gitara basowa, eks- Spooky Tooth) i perkusista Jerry Shirley. Po opublikowaniu debiutanckiego albumu As Safe as Yesterday Is i tournée po Stanach Zjednoczonych ich macierzysta wytwórnia płytowa Immediate zbankrutowała. Dzięki pomocy menedżera Dee Anthony’ego grupa podpisała kontrakt z wytwórnią A&M. Pod kierunkiem Marriotta zespół zwrócił się w stronę mocniejszego brzmienia, odrzucając bardziej akustyczne brzmienie, preferowane przez Framptona. Po opublikowaniu koncertowego albumu  Performance: Rockin’ the Fillmore (1971) Frampton opuścił grupę. Jego miejsce zajął znany z grupy Colosseum Clem Clempson, debiutując na albumie Smokin (1972). Po komercyjnej klęsce płyty  Street Rats  (1975) zespół się rozpadł. Reaktywował się w 1980 w składzie: Marriott, Shirley, Bobby Tench (śpiew), Anthony Jones (gitara basowa). Grupa wydała dwa albumy: On to Victory i Go for the Throat i ponownie się rozpadła w 1981. Marriott zmarł w 1991.

## Dyskografia
- 1969 – As Safe as Yesterday Is
- 1969 – Town and Country
- 1970 – Humble Pie
- 1971 – Rock On
- 1971 – Performance: Rockin’ the Filmore (album koncertowy)
- 1972 – Smokin’
- 1973 – Eat It
- 1974 – Thunderbox
- 1975 – Street Rats
- 1980 – On to Victory
- 1981 – Go for the Throat
- 1996 – King Biscuit Flower Hour: In Concert (album koncertowy)
- 2003 – Greatest Hits Live (album koncertowy)